# Main (comics)
Pour les articles homonymes, voir Main (homonymie).
La Main (The Hand) est le nom d'une secte criminelle de fiction évoluant dans l'univers Marvel de la maison d'édition Marvel Comics. Créée par le scénariste et dessinateur Frank Miller, elle apparaît pour la première fois dans le comic book Daredevil #168 en janvier 1981.
La Main est une organisation criminelle d'origine japonaise, versée dans l'art ninja et le mysticisme.

## Historique fictionnel
La secte de la Main est née au Japon vers 1200, pendant l'époque du Japon féodal. Son but premier était de fédérer des guildes d'assassins, de voleurs et de ninjas contre leurs ennemis, mais avec le temps et guidée par un clan, elle se tourna vers les arts maléfiques et le banditisme.
Elle connaît les secrets magiques permettant de ressusciter les morts et d'en faire des esclaves. Plus la personne est importante, plus elle reprend une vie normale (les hommes de main ne sont que des ninjas zombies, en phase de putréfaction, alors que d'autres ne semblent même pas avoir été tués, comme Elektra, Véga ou encore Ronin).

## Personnages ayant fait partie de la Main
- le Samouraï d'argent
- Lady Bullseye
- Daredevil
- Dragonfly (Meiko Yin)
- Echo
- Elektra
- le Fauve
- Jonin
- Izanami
- Master Izo (en)
- Ghost Maker
- le Mandarin
- Junzo Muto (en)
- Arthur Perry
- Poison (en) (Cecilia Cardinale)
- Psylocke
- Omega Red
- S.H.O.C.
- Siri
- Revanche (en)
- Black Tarantula (en)
- Tombstone
- Tekagi
- Tigre blanc (Angela Del Toro)
- Matsu'o Tsurayaba (en)
- Véga
- Vipère (Viper)
- Wolverine

## Alliés
- HYDRA
- HAMMER

## Apparitions dans d'autres médias

### Cinéma
- Elektra (2005)

### Télévision
- Iron Man (série télévisée, 1994)
- Daredevil (série télévisée, 2015)
- Iron Fist (série télévisée, 2017)
- The Defenders (série télévisée, 2017)

### Jeux vidéo
- Marvel vs. Capcom
- X-Men Origins: Wolverine

## Équipes artistiques
- Christopher Yost, David Finch, Greg Horn, Brian Michael Bendis, Frank Cho, Leinil Francis Yu, Jimmy Palmiotti, Justin Gray, Khari Evans...